# Spedizione di Lewis e Clark
La spedizione di Lewis e Clark (1804-1806), condotta da Meriwether Lewis e William Clark, fu la prima spedizione statunitense a raggiungere la costa pacifica via terra.

## Storia

### I fatti antecedenti
Thomas Jefferson, l'allora presidente degli Stati Uniti, aveva a lungo pensato ad una spedizione di questo tipo, ma l'aveva considerata sempre troppo rischiosa, mentre già nel 1785 in Francia si pensava ad una migliore esplorazione della zona pacifica del nord-ovest.
Sempre nel 1785 Jefferson, all'epoca ambasciatore statunitense a Parigi, apprese che re Luigi XVI di Francia stava ufficialmente pianificando la partenza di una spedizione con scopi, secondo la versione ufficiale, meramente scientifici. Jefferson nutriva dei dubbi al riguardo, i quali vennero confermati dalle prove fornite da John Paul Jones. Ad ogni modo la missione fu fermata dalle pessime condizioni atmosferiche nel 1788.
Nel 1786 John Ledyard, che navigò con James Cook nel Pacifico del nord-ovest, disse a Jefferson delle sue intenzioni di attraversare la Siberia, issare una bandiera dei commercianti di pelli russi per passare l'oceano ed in seguito proseguire via terra fino a Washington. Ledyard era un americano e quindi Jefferson sperò nel suo successo, che però non arrivò. L'esploratore era ormai giunto in Siberia quando venne arrestato dagli uomini della zarina Caterina la Grande e deportato in Polonia.

### L'affare Louisiana e la partenza
Nel 1803 l'affare Louisiana destò molto interesse riguardo all'espansione verso la costa ovest. Difatti, poche settimane dopo l'acquisizione della Louisiana, Thomas Jefferson, uno dei principali esponenti dell'espansione, stanziò 2.500 dollari per "mandare ufficiali informati con 10 o 12 uomini ad esplorare fino alla costa ovest". Essi avrebbero dovuto studiare le tribù indiane, la botanica, la geologia e le specie selvagge della zona, nonché valutare la potenziale interferenza dei cacciatori di pelli e commercianti, sia inglesi che franco-canadesi, già stabilitisi nell'area. La spedizione non fu la prima ad attraversare il Nord America, ma avvenne un decennio dopo Alexander Mackenzie, il primo europeo a raggiungere la costa pacifica passando a nord del Messico.
Jefferson selezionò Lewis per condurre il gruppo, in seguito noto con il nome di "Corps of Discovery" ("Corpo di esplorazione"). Lewis a sua volta scelse come suo compagno Willam Clark, il quale per ritardi burocratici dell'esercito fu nominato solo secondo luogotenente, anche se Lewis continuò a rivolgersi a Clark con l'appellativo di "capitano".

### Il viaggio
(Meriwether Lewis)

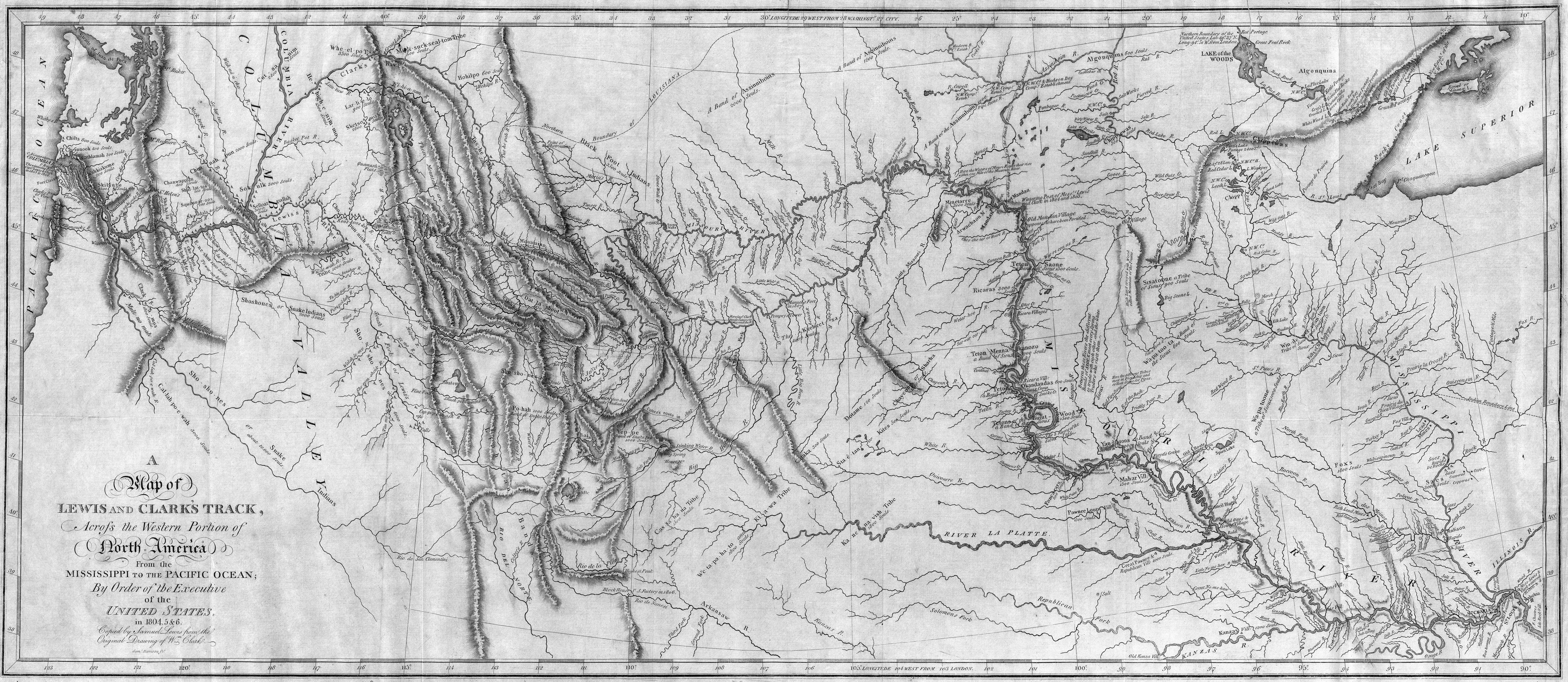
Mappa relativa al viaggio creata da Lewis e Clark

Con queste parole, scritte il 31 agosto 1803, Meriwether Lewis iniziò il suo diario di viaggio relativo alla epica spedizione verso l'oceano Pacifico. Lewis scelse come punto di partenza la foce del fiume Dubois (sul lato est del Mississippi), sebbene i due mesi e mezzo passati a percorrere il fiume Ohio possono essere considerati come il vero inizio.
Ci si riferisce a questa fase spesso come al momento del reclutamento, ma in realtà fu una fase molto più importante. Durante la discesa dell'Ohio avvenne l'incontro tra Lewis e Clark, vennero incorporati i famosi "nove giovani" del Kentucky e venne creato il nucleo della spedizione. Inoltre fu proprio in questa parte iniziale del viaggio che i componenti si conobbero a fondo e si sviluppò quell'amicizia e quella compattezza che li avrebbe aiutati nei momenti più difficili. Clark si occupò dei preparativi in via epistolare con Jefferson e comprò due grandi cesti di sale e cinque piccoli, una tonnellata di carne essiccata e delle medicine.
La compagnia dei 33 comprendeva anche 29 persone che avevano partecipato al reclutamento, all'allenamento ed allo sviluppo del corpo di spedizione nel 1803-04 a Camp Dubois, vicino all'odierna Hartford, in Illinois. Questo gruppo partì dal campo ed incominciò il suo storico viaggio il 14 maggio 1804. Incontrarono poco dopo Lewis e Clark a Saint Charles, in Missouri, e la spedizione seguì poi l'omonimo fiume verso ovest. Dopo aver passato La Charrette, l'ultimo insediamento bianco sul fiume Missouri, proseguì per quelle che oggi sono Kansas City ed Omaha. Il 20 agosto 1804 la truppa ebbe la sua prima ed unica vittima, il sergente Floyd, che morì per appendicite. Verso l'ultima settimana d'agosto Lewis e Clark raggiunsero il confine di una sterminata pianura ricca di alci, cervi e bisonti. Stavano per entrare nel territorio dei Sioux.
La prima tribù dei Sioux che incontrarono, gli Yankton, furono molto più pacifici di quelli che sarebbero comparsi più ad occidente, i Teton, conosciuti anche come i Lakota. Gli Yankton rimasero delusi dai regali ricevuti (cinque medaglie), ma comunque ricambiarono con un avvertimento riguardo alla prossima tribù che avrebbero dovuto incontrare. I Teton in effetti accettarono i regali con malcelata ostilità ed uno dei capi chiese una barca in cambio del passaggio sul loro territorio. I nativi diventarono sempre più pericolosi e si sfiorò la battaglia allorché la spedizione si diresse ad ovest, risalendo il fiume e raggiunse la tribù dei Mandan per la sosta invernale.

Nell'inverno 1804-05 venne costruito Fort Mandan vicino all'attuale Washburn, nel Dakota del Nord. Qui il gruppo rimase imprigionato nella propria "gabbia" senza cibo dopo essere stato sorpreso da un lungo e violento nubifragio. Le loro vite vennero tratte in salvo dalla nativa americana Sacajawea e da suo marito, il franco-canadese Toussaint Charbonneau, i quali - unendosi a loro - portarono del pesce per sfamarsi. Sfortunatamente la truppa non era abituata a mangiare pesce e si ammalò. Lentamente gli uomini si riebbero e Sacajawea, la quale era la sorella del capo-tribù dei Shoshoni, intercedette per permettere uno scambio tra i loro gioielli ed il cibo indiano. La presenza della donna fu veramente importante per il suo aiuto nelle traduzioni e per la sua familiarità con le tribù indigene. Sacajawea era inoltre accompagnata dal suo piccolo figlio, condizione che permise alla spedizione di proseguire senza rischi di battaglie grazie al rispetto delle tribù per la presenza di una donna e di un bambino.

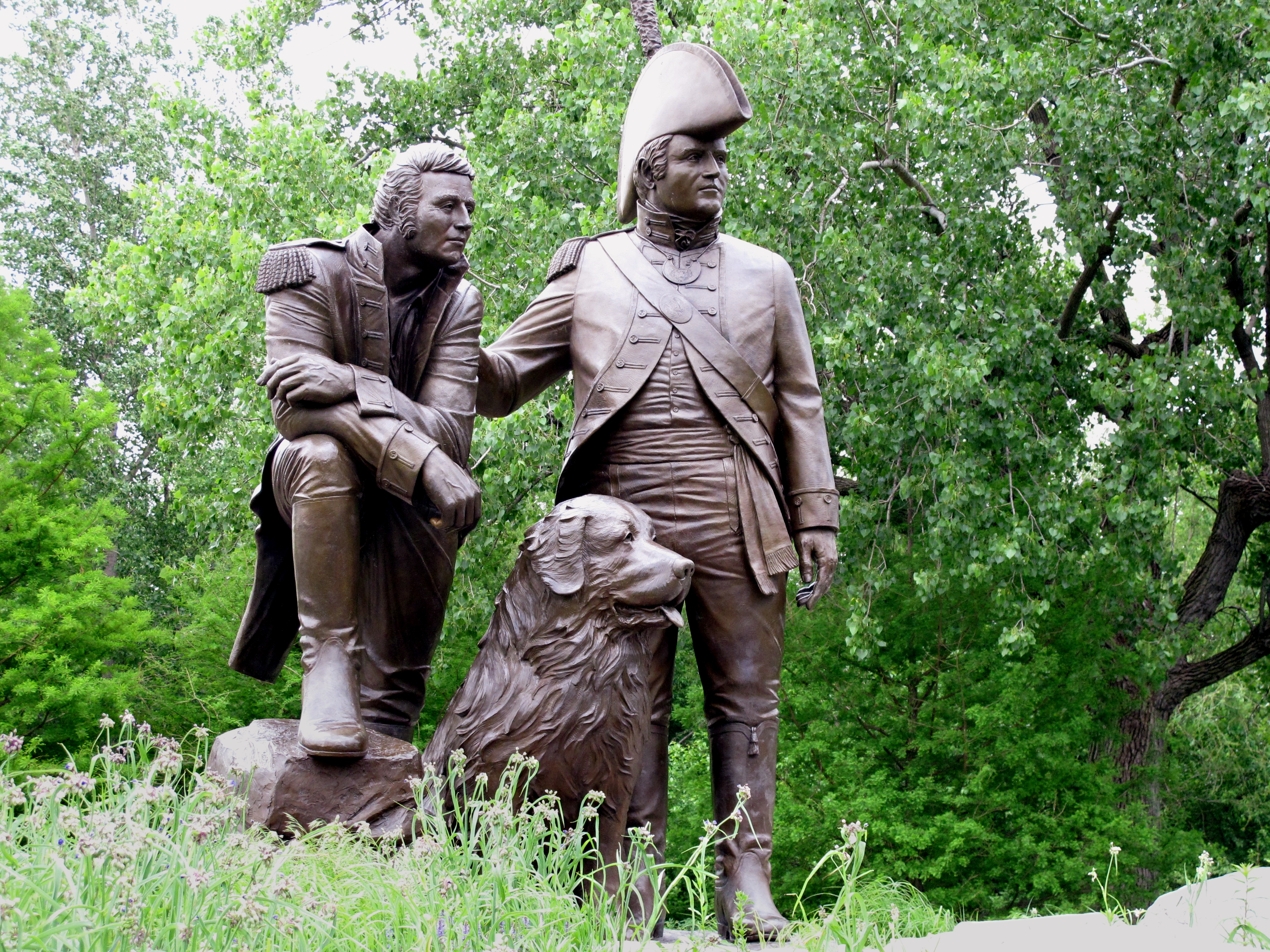
Le statue dedicate a Lewis e Clark a Saint Charles

Nell'aprile del 1805 alcuni uomini vennero fatti tornare a casa portando con loro un rapporto su ciò che era stato scoperto fino a quel momento, vale a dire 108 esemplari botanici (incluso qualche animale vivente), 68 minerali e la nuova mappa degli Stati Uniti disegnata da Clark. Altri esemplari vennero periodicamente spediti, incluso un cane della prateria che Jefferson ricevette vivo in una scatola.
La spedizione proseguì verso la sorgente del Missouri e sopra il passo Lehmi tramite cavalli. Scesero per mezzo di canoe le acque dei fiumi Clearwater, Snake e Columbia, sorpassarono le cascate Celilo e quella che oggi è Portland, in Oregon. A questo punto Lewis riconobbe la sagoma del monte Hood, noto per essere nelle vicinanze dell'oceano. Su un grande pino Clark intarsiò: "William Clark 3 dicembre 1805. Dalla terra degli Stati Uniti nel 1804-1805." In questo momento il gruppo incontrò il loro secondo gelido inverno e si discusse se accamparsi a nord o a sud del fiume Columbia. Si decise per il lato sud, dove sorge l'attuale Astoria, e venne iniziata la costruzione del forte Clatsop. Svernando si effettuarono i preparativi per il ritorno, ricavando sale dalle acque oceaniche, cacciando alci ed altri animali selvaggi ed interagendo con le tribù locali.
Il 23 marzo 1806 gli esploratori iniziarono la loro marcia di ritorno in parte utilizzando canoe comprate dagli indigeni. Il 3 luglio, dopo aver attraversato il passo montano, il gruppo si divise in due parti. La parte di Lewis esplorando il fiume Marias incontrò la tribù dei Piedi Neri, i quali si mostrarono in apparenza molto cordiali sebbene nella notte tentarono di rubare tutte le armi. Nella colluttazione due indiani vennero uccisi; furono le uniche due vittime tra i nativi attribuibili alla spedizione. Il gruppo, composto da quattro persone, Lewis compreso, fuggì per 160 km prima di accamparsi nuovamente. Clark invece si ritrovò nel territorio dei Crow, noti per essere ladri di cavalli. Durante la notte metà degli equini erano spariti nel nulla, ma nessuno vide un solo rappresentante dei Crow. Lewis e Clark proseguirono separati fino all'11 agosto quando si ritrovarono presso la confluenza dei fiumi Yellowstone e Missouri. Raggiunsero Saint Louis il 23 settembre 1806.
Il corpo di esplorazione tornò con importanti informazioni riguardanti il territorio degli Stati Uniti, le popolazioni relative, i fiumi, la fauna e la flora. Inoltre la spedizione diede un immenso contributo alla cartografia del Nord America.

### La reazione degli spagnoli
Il 9 dicembre 1803 Lewis si incontrò con il governatore spagnolo dell'alta Louisiana, il colonnello Carlos Dehault Delassus, e dal momento che la Francia non aveva ancora formalmente preso possesso del territorio quest'ultimo era governato ancora dagli ispanici. Delassus rifiutò di far passare la spedizione di Lewis risalendo il Missouri fino a che la Francia non fosse stata ufficialmente il possessore del territorio, a quel punto quest'ultima avrebbe potuto cederlo agli Stati Uniti. Lewis comunque volle passare l'inverno a Saint Louis anche per questioni di approvvigionamento per il futuro viaggio. Nonostante le garanzie che Lewis diede riguardo allo scopo puramente scientifico della spedizione, Delassus scrisse ai suoi superiori che secondo lui Lewis era una persona troppo competente per essere utilizzata per uno scopo secondario e che quindi c'era da dubitare.
Il dubbio degli spagnoli fu dovuto anche al fatto che ebbero notizie da un traditore americano che divenne in seguito una spia al servizio della Spagna. Il generale Wilkinson, che fu comandante dell'esercito statunitense, nel marzo 1804 spedì una lettera a Madrid comunicando al governo spagnolo che il vero intento della spedizione era quello di spingersi fino alla costa pacifica. Mentre si trovava a Cincinnati Lewis scrisse a Jefferson riguardo alla possibilità di recarsi a Santa Fe durante la stagione invernale precedente alla partenza, ma Jefferson bocciò questa proposta sia perché c'era molto da fare per preparare il viaggio sia perché sapeva quanto gli spagnoli tenessero al proprio oro. Il fatto che il "Corps of Discovery" viaggiasse il più possibile sul Missouri prendendo la via del nord fu dovuto a motivi prettamente politici. Jefferson si era assicurato che Lewis stesse lontano dai territori spagnoli e il modo migliore era stare alti di latitudine.
La Spagna cedette la Louisiana alla Francia a patto che non la cedesse a sua volta a terzi. L'intenzione degli spagnoli era quella di mantenere una sorta di "cuscinetto" tra gli Stati Uniti e le numerose miniere di minerali preziosi situate nel nord del Messico. Dopo la partenza della spedizione vennero mandati almeno quattro gruppi spagnoli per tentare di fermare l'avanzata di Lewis e Clark, tentativi dei quali i due capitani vennero a conoscenza solo alla fine del loro viaggio.